# Мік Маккарті (голкіпер)
Майкл Ентоні Маккарті (англ. Michael Anthony McCarthy; 22 грудня 1911 — 21 травня 1973) — футболіст національної збірної Ірландії, виступав на позиції воротаря. Більшу частину кар'єру провів у «Шемрок Роверс» з чемпіонату Ірландії, допоміг команді виграти три чемпіонські титули та вибороти тричі кубок Ірландії.

## Клубна кар'єра
Народився в Блекрок, Корк. В юності займався герлінгом та футболом. Виступав за «Корк Богеміанс» та «Фордсонс», а 6 листопада 1931 року перейшов у «Шемрок Роверс». Декілька шотландських клубів, а також «Бірмінгем Сіті», намагалися придбати Міка, але воротар обрав «Роверс». У сезоні 1931/32 років став одним з гравців команди, яка виграла чемпіонат Ірландії, національний кубок та Щит чемпіонату Ірландії. Його партнерами по команді були Джиммі Дейлі, Джон Джо Флуд, Педді Мур, Оуен Кінселла, Девід Бірн, Джон Барк та Вільям Глен. Після трьої сезонів у Роверс, приєднався до «Шеффілд Юнайтед». Отримав запрошення до «Юнайтед» після неочікуваної нічиї (2:2) в поєдинку кубку Даггана між «Роверс» та «Юнайтед». У футболці «Шеффілд Юнайтед» дебютував 1 вересня 1934 року в переможному (3:2) поєдинку проти «Манчестер Юнайтед». Однак серйозна травма стегна змусила його повернутися до Ірландії. Незважаючи на те, що йому сказали, що більше ніколи не гратиме в футбол, Маккарті повернувся на футбольне поле, й після короткого перебування в «Брідвілл» знову приєднався до «Шемрок Роверс» у сезоні 1936/37 років.

## Кар'єра в збірній

### Ірландія
8 травня 1932 року Маккарті зіграв єдиний матч за збірну Ірландії у переможному (2:0) виїзному поєдинку проти Нідерландів на Олімпійському стадіоні.

### Ліга Ірландії XI
14 квітня 1941 року зіграв свій єдиний матч за Лігу Ірландії XI проти Ірландської ліги XI на Віндзор Парк.

## Смерть
Помер у травні 1973 року ву власному будинку в Клонскі.

## Досягнення
«Шемрок Роверс»
- Ліга Ірландії
  -  Чемпіон (3): 1931/32, 1937/38, 1938/39

- Кубок Ірландії
  -  Володар (3): 1931/32, 1932/33, 1939/40

- Щит Ліги Ірландії
  -  Володар (3): 1931/32, 1932/33, 1937/38

- Кубок Лейнстера
  -  Володар (2): 1932/33, 1937/38